# Sewerby Hall

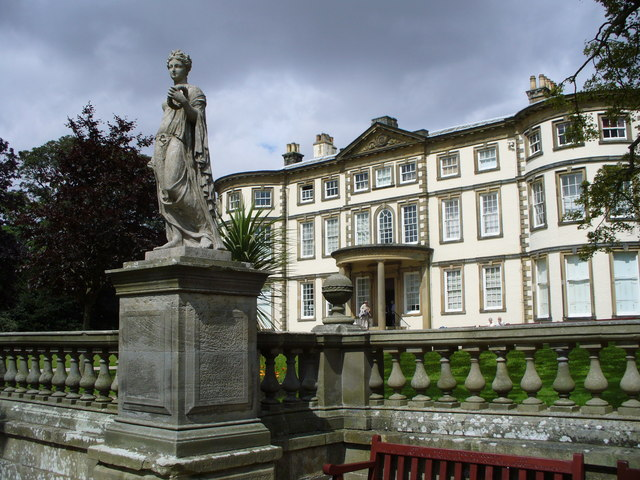
Sewerby Hall

Sewerby Hall (auch Sewerby House) ist ein Landhaus mit 20 Hektar großem Landschaftspark im Dorf Sewerby, etwa 3 km westlich der Küstenstadt Bridlington in der englischen Verwaltungseinheit East Riding of Yorkshire. English Heritage hat das Gebäude aus georgianischer Zeit als historisches Gebäude I. Grades gelistet.
Der Hauptblock wurde um 1714 errichtet und schloss einige ältere Gebäude mit ein. Das dreistöckige Ziegelgebäude besitzt eine Hauptfassade mit sieben Fenstern. 1808 wurden zweistöckige mit bogenförmiger Fassade und ein halbrunder dorischer Portikus hinzugefügt und das gesamte Gebäude so gestrichen, dass des Stein ähnlich sah. Den Flügeln wurde später ein drittes Stockwerk aufgesetzt.

## Geschichte
John Greame, der Sohn von Robert Greame war der erste Spross der Familie Greame der im alten Herrenhaus in Sewerby lebte. Er wurde nach dem Tod seines Vaters 1708 ziemlich reich und kaufte das Anwesen von Elizabeth Carleill, dem letzten Nachkommen der Vorgängerfamilie, der das Anwesen gehört hatte.
Er ließ die heutige Sewerby Hall zwischen 1714 und 1720 bauen, wobei er das alte Herrenhaus, das dort viele Jahre lang gestanden hatte, abreißen ließ. John Greame starb 1746 im Alter von 83 Jahren. Sein Sohn, John Greame II., starb 1798 kinderlos im Alter von 98 Jahren und seine Witwe, Alicia Maria Greame, geborene Spencer, blieb in dem Haus bis zu ihrem Tod 1812 wohnen. Dann fiel das Anwesen an einen Neffen, John Greame III., der eine Erbin, Sarah Yarburgh aus der Heslington Hall in York, heiratete. Sarah starb jung und John Greame III. heiratete erneut und zog mit seiner zweiten Frau und seiner Tante Almary nach Sewerby Hall.

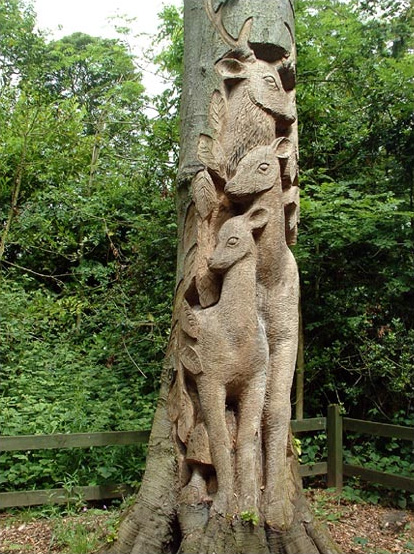
Skulptur in Sewerby Hall

Er beauftragte eine Reihe von Veränderungen, z. B. 1808 den Bau eines Portikus. Nach seinem Tod 1841 fiel das Anwesen an seinen ältesten Sohn, Yarburgh Greame, der den Namen Yarburgh annahm, als er das Anwesen seiner Mutter, Heslington Hall, erbte. Yarburgh Yarburgh ließ viele Verbesserungen an Haus und Gärten in Sewerby durchführen, z. B. den Bau eines großen Wintergartens namens Orangerie Mitte des 19. Jahrhunderts oder eines Uhrenturms 1847 und schließlich eines Torhauses 1848. Er ließ auch eine Kirche und eine Schule bauen, die von Sir George Gilbert Scott entworfen und dann am Rand des Anwesens gebaut wurden. Er starb 1876 im Alter von 70 Jahren und das Anwesen fiel an seine Schwester Alicia Maria, der Gattin von George Lloyd aus der Stockton Hall in Stockton-on-the-Forest in York und danach an deren jüngsten Sohn, Reverend Yarburgh Gamaliel Lloyd einen Vikar aus Lincolnshire. Diessr änderte seinen Namen in Lloyd-Greame und sein Sohn, Colonel Yarburgh George Lloyd-Greame, erbte 1890. Der älteste Sohn des Colonel, auch ein Yarburgh Lloyd-Greame, verkaufte das Haus und einen Teil des Anwesens 1934 an die Bridlington Corporation.
1936 wurden Herrenhaus und Park im Rahmen einer Zeremonie mit dem Fliegerin Amy Johnson am 1. Juni öffentlich zugänglich gemacht. Im Mai 2012 schritten Pläne für eine £ 2,6 Mio. teure Restaurierung durch einen Zuschuss des Heritage Lottery Fund in Höhe von £ 949.000 fort, wobei man erwartete, dass die Arbeiten 30 Monate in Anspruch nehmen würden. Die erste Phase dieses Projektes (neue Büros, Klassenräume und ein Ladengeschäft) begann man im November 2012. Fertiggestellt wurde sie im August 2013. Die zweite Phase der Restaurierung der Innenräume begann im September 2013 und wurde im August 2014 abgeschlossen.

## Attraktionen
Heute ist Sewerby Hall eine wichtige Touristenattraktion im East Riding ov Yorkshire, die jährlich über 150.000 Besucher anzieht. Im Herrenhaus sind heute das Museum of East Yorkshire mit den Räumen zu Amy Johnson und das Coastguard Museum untergebracht. Auf dem Anwesen finden sich ein kleiner Zoo und eine Voliere, ebenso wie ein 18-Loch-Golfplatz und verschiedene Gärten. Über seine Funktion als Touristenattraktion hinaus dient das Herrenhaus auch etlichen lokalen Veranstaltungen.